# Pandalus platyceros
Tôm đốm (spot prawn) hay còn gọi là còn được gọi là tôm đốm California, cũng như là tôm đốm Santa Barbara và tôm đốm vịnh Monterey hoặc tôm Alaska (Danh pháp khoa học: Pandalus platyceros) là một loại tôm biển thuộc chi Pandalus.
Tôm đốm là một loại tôm lớn được tìm thấy ở Bắc Thái Bình Dương. Chúng có phạm vi phân bố trải dài từ vùng biển ngoài khơi đảo Unalaska, Alaska đến San Diego. Nghề đánh bắt tôm thương mại dọc bờ biển British Columbia được coi là bền vững vì chỉ diễn ra với số lượng đủ để hỗ trợ một số nghề cá thương mại và giải trí nhỏ" và cung cấp giá trị lớn nhất cho nghề đánh bắt tôm loại BC. Loại tôm này ăn ngon và được dùng làm nguyên liệu chế biến nhiều món ở Hoa Kỳ.